# Sikasso
Sikasso is een stad (commune urbaine) en gemeente (commune) in het zuiden van Mali. Zij is de snel groeiende hoofdstad van de regio Sikasso. Het aantal inwoners is tussen 1998 en 2009 toegenomen van 134.774 personen naar 226.618. Sikasso is daarmee, na de hoofdstad Bamako, de tweede stad van het land.

## Geschiedenis
De stad Sikasso is gesticht aan het begin van de 19e eeuw door Mansa Daoula Traoré. Destijds was het nog een dorpje, totdat Tiéba Traoré (1845-1893) koning werd van het Senufokoninkrijk Kénédougou. Zijn moeder kwam uit Sikasso en daarom maakte hij dit dorp tot de hoofdstad van zijn koninkrijk. Koning Tiéba Traoré bouwde zijn paleis op de heilige heuvel Mamelon en richtte er een tata (verdedigingsmuur) op, om de stad te verdedigen tegen aanvallen van de Malinke-veroveraar Samory Touré - stichter van het islamitische koninkrijk Wassoulou - en vervolgens tegen die van de koloniale Franse troepen. De Franse ontdekkingsreiziger Louis-Gustave Binger ontmoette Samory op 26 september 1887 in Sikasso, een ontmoeting die hij beschrijft in zijn reisverslag Du Niger au golfe de Guinée. Hij geeft daarin ook een lange beschrijving van de tata van Sikasso.
De stad weerstond een langdurig beleg van Samory Touré van 1887 tot 1888, maar viel op 1 mei 1898, na ruim 2 dagen te zijn bestookt met de modernste wapens van die tijd, wel in Franse handen. Koning Babemba Traoré (1855-1898), die zijn broer Tiéba was opgevolgd, gaf zich niet over aan het Franse koloniale leger, maar pleegde zelfmoord onder het Bamanankan-motto ‘de dood prevaleert boven schaamte‘ (Saya ka fisa ni maloya ye).
Nadien viel Sikasso onder Frans regiem. De Fransen hadden de periode tot 1904 nodig om het land onder te verdelen in cercles en hun administratief systeem, met bijbehorende bureaucratie, in te voeren. In 1960 werd Mali onafhankelijk.

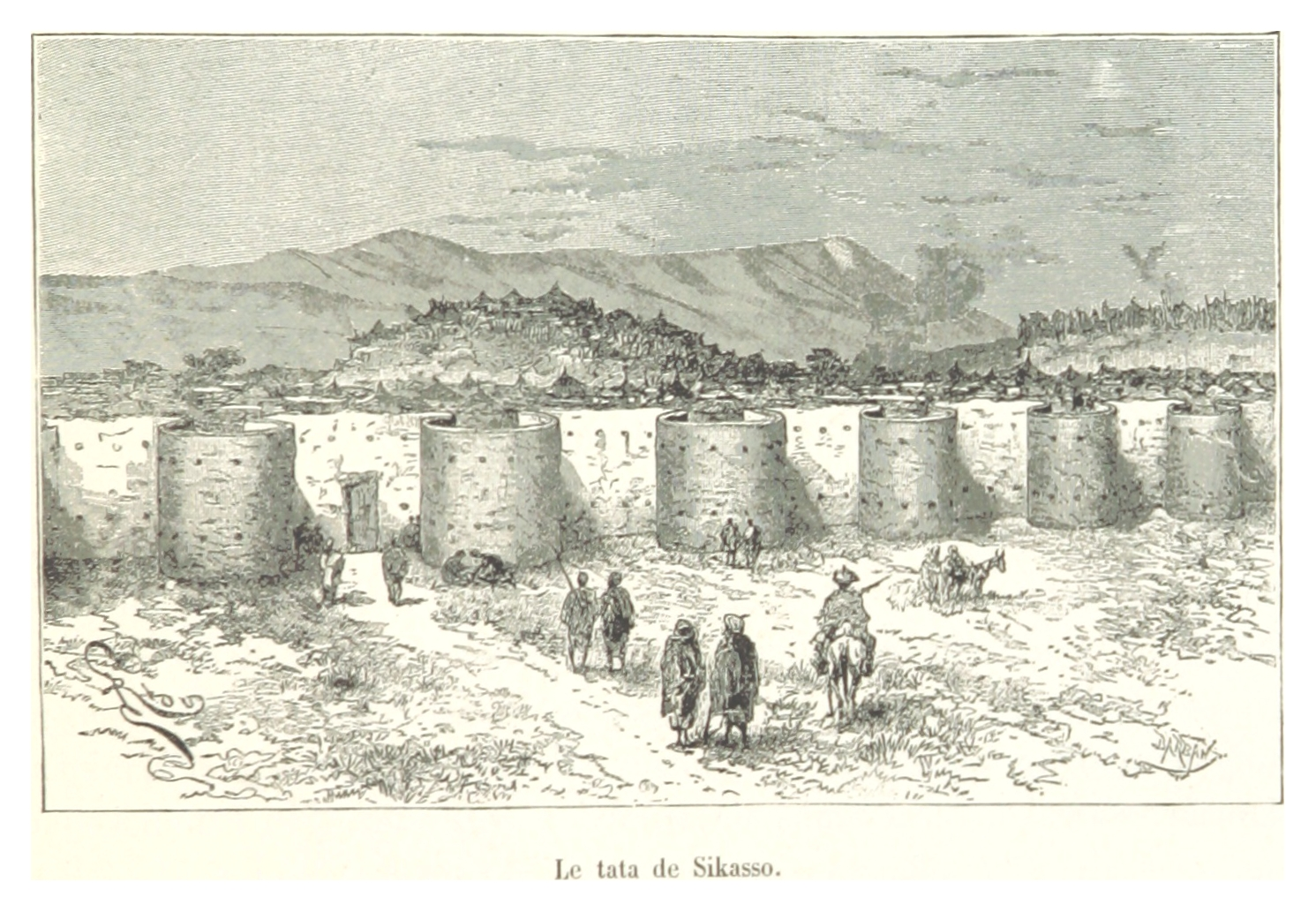
De tata van Sikasso, gravure door Édouard Riou
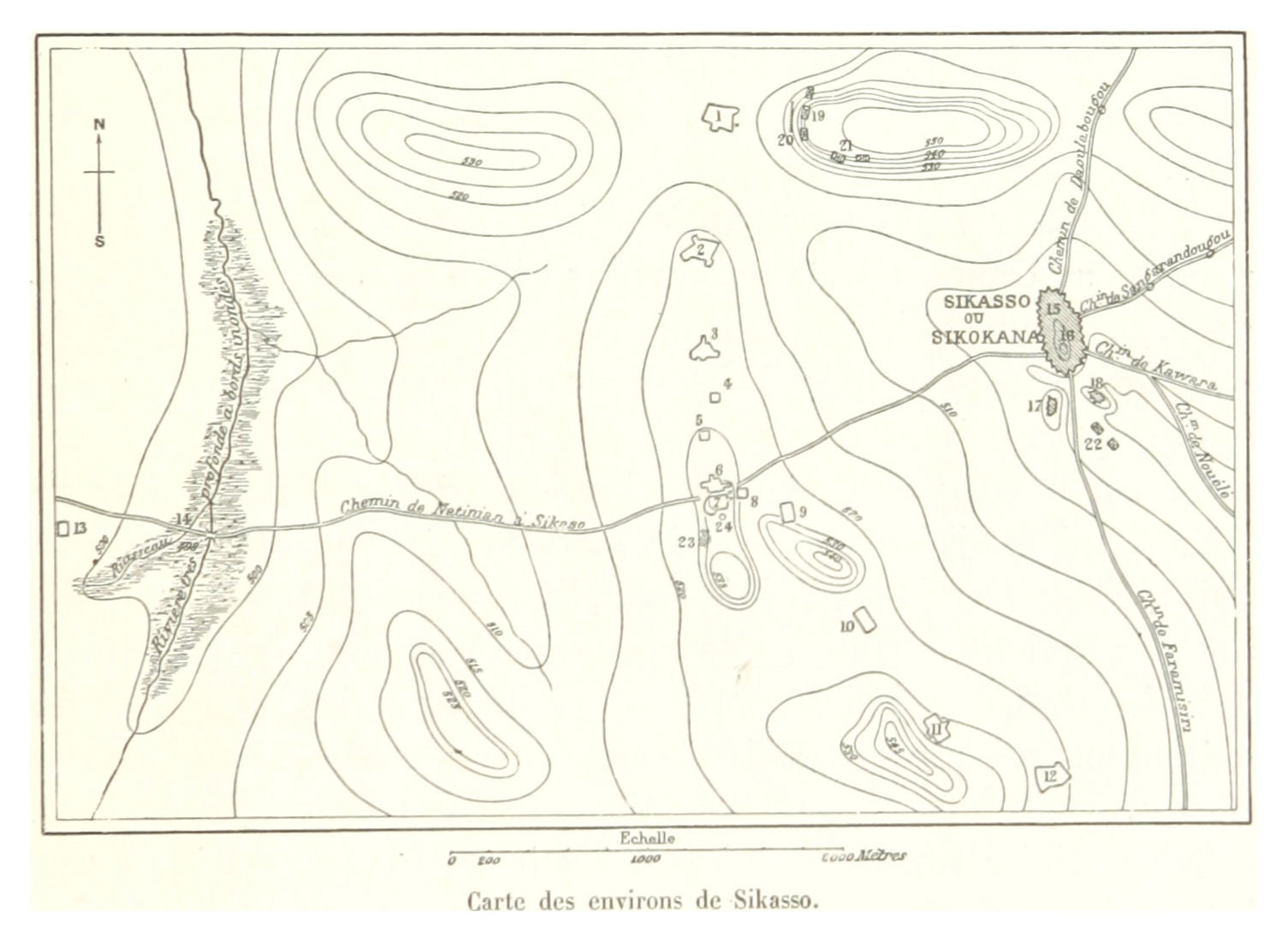
Kaart van de omgeving van Sikasso aan het eind van de 19e eeuw
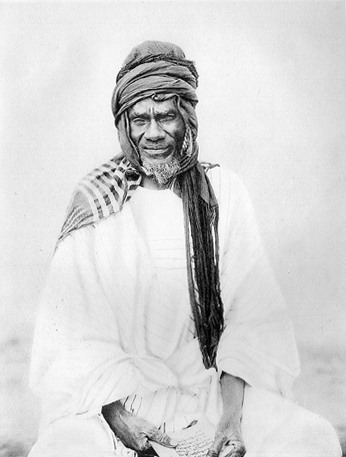
Samory Touré
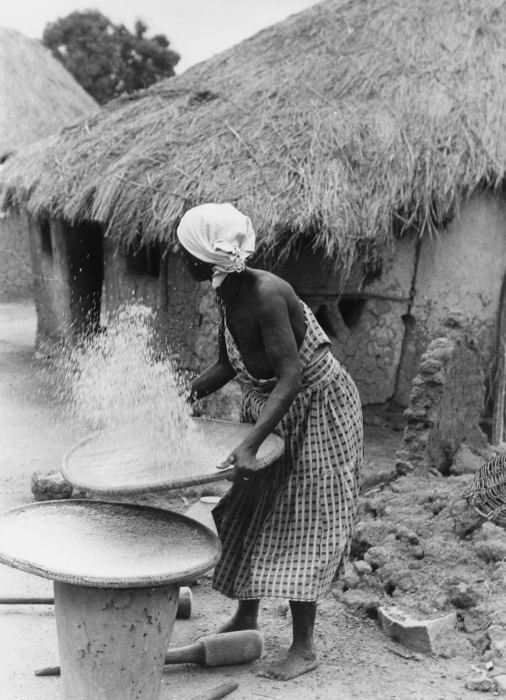
Vrouw bezig met het wannen van rijst (1966) (foto: Collectie Stichting Nationaal Museum van Wereldculturen)

## Geografie
Sikasso vormt in West-Afrika een knooppunt tussen de kustlanden Togo, Benin, Ghana en Ivoorkust en de door andere landen ingesloten landen Burkina Faso en het binnenland van Mali zelf. De stad ligt ongeveer 373 km ten zuidoosten van de Malinese hoofdstad Bamako, zo’n 100 km van de grens met Ivoorkust en op 45 km van buurland Burkina Faso.

### Klimaat
Sikasso’s sub-tropische klimaat met overvloedige neerslag in het regenseizoen is gunstig voor de teelt van landbouwproducten. Verse groenten en fruit zijn het hele jaar door beschikbaar. Daardoor is de regio zelfvoorzienend in voedsel, in tegenstelling tot de rest van Mali.
| Maand                       | jan  | feb  | mrt  | apr  | mei  | jun   | jul   | aug   | sep   | okt  | nov  | dec  | Jaar    |
| --------------------------- | ---- | ---- | ---- | ---- | ---- | ----- | ----- | ----- | ----- | ---- | ---- | ---- | ------- |
| Gemiddeld maximum (°C)      | 33,6 | 36,2 | 37,6 | 37,4 | 35,9 | 33,1  | 30,9  | 30,1  | 31,3  | 33,6 | 34,5 | 33,1 | 34,0    |
| Gemiddelde temperatuur (°C) | 24,0 | 27,0 | 29,5 | 30,6 | 29,7 | 27,7  | 26,1  | 25,1  | 26,1  | 27,4 | 25,9 | 23,6 | 26,9    |
| Gemiddeld minimum (°C)      | 14,5 | 17,9 | 21,8 | 24,4 | 24,0 | 22,3  | 21,4  | 21,3  | 21,1  | 21,4 | 17,9 | 17,6 | 20,2    |
|                             |      |      |      |      |      |       |       |       |       |      |      |      |         |
| Neerslag (mm)               | 1,1  | 3,3  | 12,9 | 45,0 | 94,6 | 152,0 | 235,7 | 298,6 | 193,2 | 72,7 | 11,2 | 1,9  | 1.122,2 |
| Bron: climate-charts.com    |      |      |      |      |      |       |       |       |       |      |      |      |         |

## Bezienswaardigheden in de omgeving

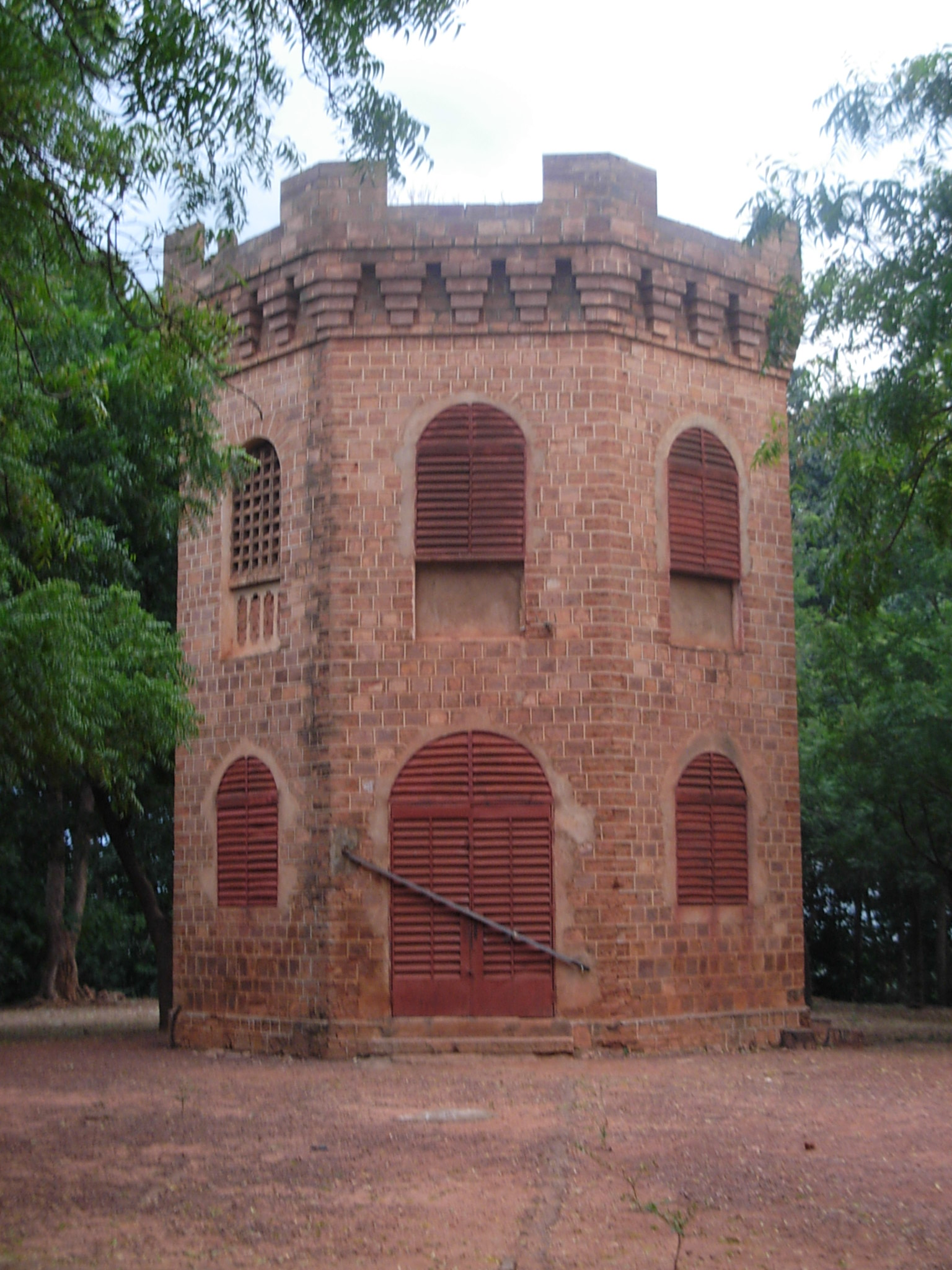
Het fort op de heuvel Mamelon in Sikasso (tegenwoordig een watertoren) (foto: Alexandre Magot)

- de Mamelon de Sikasso, een kunstmatig opgetrokken heuvel in het centrum van de stad, waar de koningen van Sikasso zetelden
- de ruïnes van de legendarische tata de Sikasso, in de 19e eeuw gebouwd door koning Tiéba Traoré en diens broer en opvolger Babemba Traoré. Het is een imposante verdedigingswal, gemaakt van aangestampte aarde. De uiteindelijke versie had een omtrek van 9,5 km. De breedte van de fundamenten was 6 meter en de wal versmalde gaandeweg naar 2 meter aan de bovenkant. De hoogte varieerde tussen 4 en 6 meter en de wal telde 5 vergrendelbare poorten. Dankzij deze tata kon Sikasso lange tijd de troepen van Samory Touré tegenhouden en later aanvankelijk de bestorming door het Franse koloniale leger afslaan. De tata behoort sinds 2009 tot het nationaal erfgoed van Mali.
- de grotten van Missirikoro op 13 km naar het zuiden; deze grotten bevatten relikwieën van een oude stam.[10]
- de watervallen van Farako (25 km naar het oosten); vooral interessant tijdens het regenseizoen
- het paleis van de koningen van Kénédougou op de Mamelon.[11]

## Economie

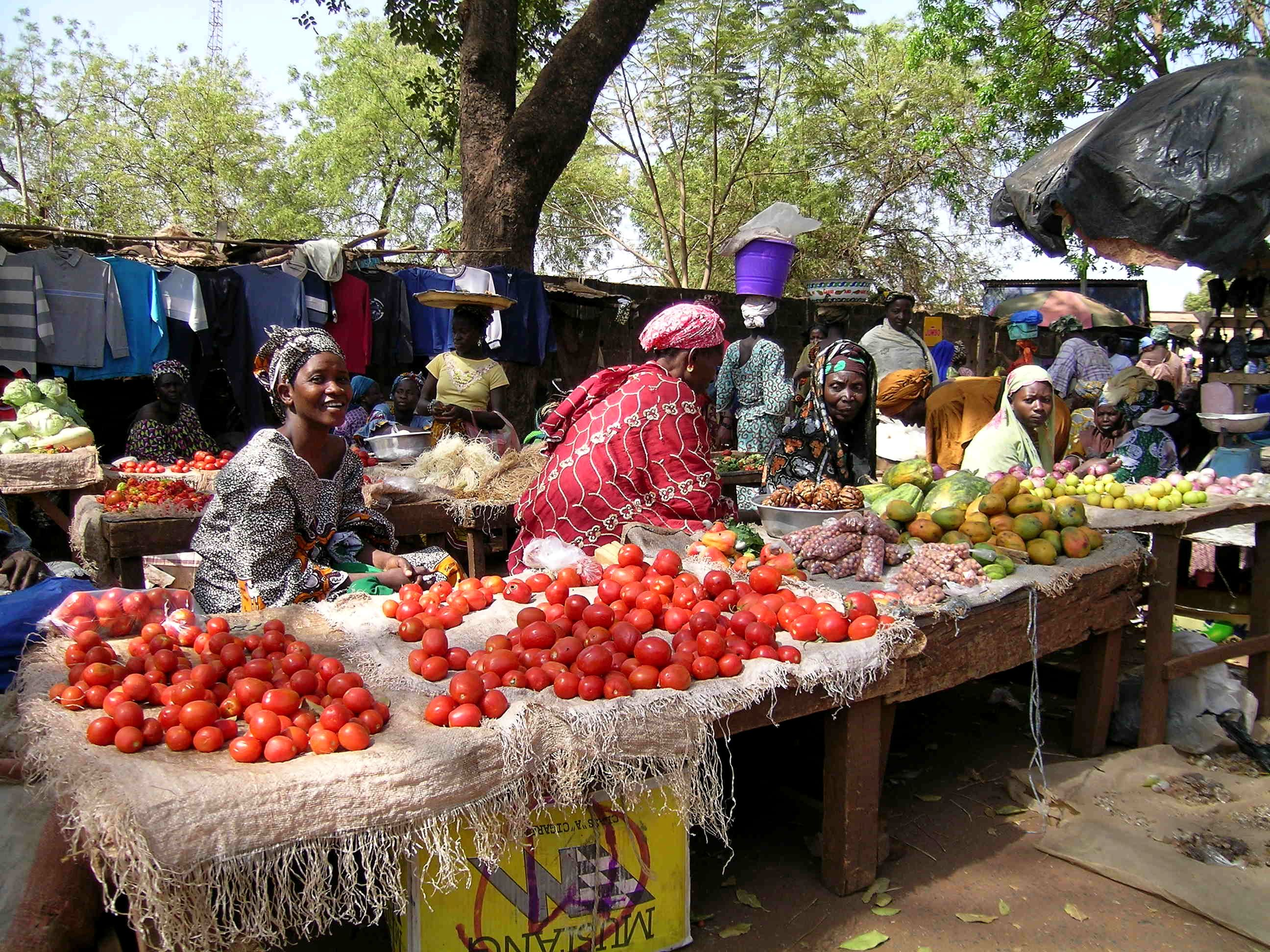
Marktkoopvrouwen verkopen allerhande groenten, fruit, noten en tweedehands kleding op de markt in Sikasso, medio februari 2008

### Economisch potentieel
In januari 2001 heeft het hulpagentschap van de BCEAO (Banque centrale des États de l'Afrique de l'Ouest, Centrale bank van West-Afrikaanse staten) een filiaal geopend in Sikasso, om nieuw élan aan de economie van deze strategisch belangrijke stad te geven. Ook de EU-werkgroep AEBR (Werkgemeenschap van Europese grensgebieden) ziet het potentieel van Sikasso en haar rol in de grensregio. In 2012 heeft deze werkgroep een voorstel gedaan voor verder onderzoek naar de mogelijkheden om een intensieve samenwerking tot stand te brengen tussen de regio’s aan weerszijden van de grenzen. Het gaat daarbij om Sikasso (Mali), Korhogo (Ivoorkust) en Bobo Dioulasso (Burkina Faso). Vooral de homogeniteit van hun volken, hun landbouw en hun productie- en distributiesysteem zijn unieke factoren die ‘sub-regionale solidariteit’ worden genoemd.

### Transport en landbouw
Naast de functies van doorgangs- en overslagplaats vervult Sikasso een sleutelrol als marktplaats van agrarische producten uit de regio en het faciliteren van de landbouw met ondersteunende diensten. In de zuidelijke regio wordt nog altijd veel katoen verbouwd. Ongeveer 80% van de beroepsbevolking is werkzaam in de landbouwsector.

### Ambachten
In Sikasso werken allerhande ambachtslieden. Zij vervaardigen en bewerken o.a. textiel, juwelen, lederwaren, maskers, beelden, voedsel en huishoudelijke gebruiksvoorwerpen. Deze producten worden in de stad verkocht, in de regio gedistribueerd of geëxporteerd.

### Transport

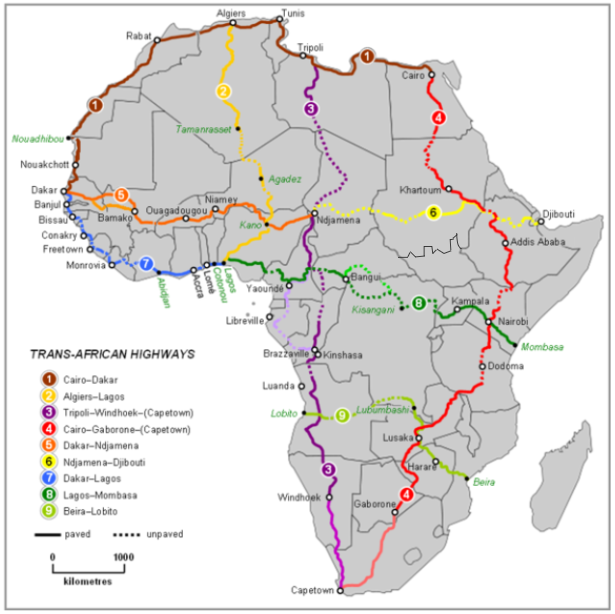
Kaart van trans-Afrikaanse snelwegen

Twee hoofdwegen lopen als internationale verkeersslagaders door Sikasso heen.
Deze stad is dus een vitaal kruispunt voor West-Afrikaanse handel en transport. Van zuid naar noord verbindt de ene asfaltweg Ivoorkust (RN7) en het zuiden van Burkina Faso (RN10) via Koutiala (RN11) met Ségou, Mopti en Timboektoe. De andere geasfalteerde weg (RN10-RN7) is de meest rechtstreekse verbinding over land tussen de hoofdstad van Burkina Faso, Ouagadougou, en die van Mali, Bamako. Deze weg loopt vanuit Sikasso naar het oosten en draait in Bougouni naar het noordnoordwesten en wordt ook wel de ‘Trans-Sahelian highway’ genoemd. Bovendien is Sikasso bereikbaar via de kleine luchthaven Aéroport international de Sikasso Dignagan.

### Ontwikkeling en samenwerking
Ondanks haar zelfvoorziening op het gebied van voedsel is Sikaso, evenals de rest van Mali, sterk afhankelijk van ontwikkelingssamenwerking. Dit wordt vooral veroorzaakt door gebrek aan exportproducten en doordat zowel de kwaliteit als de kwantiteit van de katoenproductie de afgelopen decennia achteruit is gegaan, ten gevolge van de relatief hoge arbeidskosten van de handmatig geoogste katoen. Investeren in o.a. kunstmest is daardoor bemoeilijkt. In de jaren negentig hebben de Zwitserse en de Nederlandse overheden in Sikasso langdurig een bijdrage geleverd aan de agrarische sector door het faciliteren van onderzoek via de Equipe Systèmes de Production et Gestion de Ressources Naturelles (ESPGRN) van het Institut d’Economie Rurale (IER) en via de Compagnie malienne pour le développement du textile (CMDT).
En zo is ook de Trans-Sahelian Highway in 1993-1994 geasfalteerd met behulp van Deense ontwikkelingssamenwerking. In het kader van de veranderde mondiale economische situatie en de accentverschuivingen in de internationale samenwerking (voorheen ontwikkelingssamenwerking) zou het bovengenoemde onderzoeksvoorstel van de AEBR de stad en deze regio’s een enorme impuls kunnen geven op weg naar een verbeterde zelfredzaamheid.

### Onderwijs
Omstreeks 2008 had Sikasso 17 scholen voor middelbaar onderwijs; o.a. een lyceum, een agrarische en diverse technische opleidingen.

## Cultuur

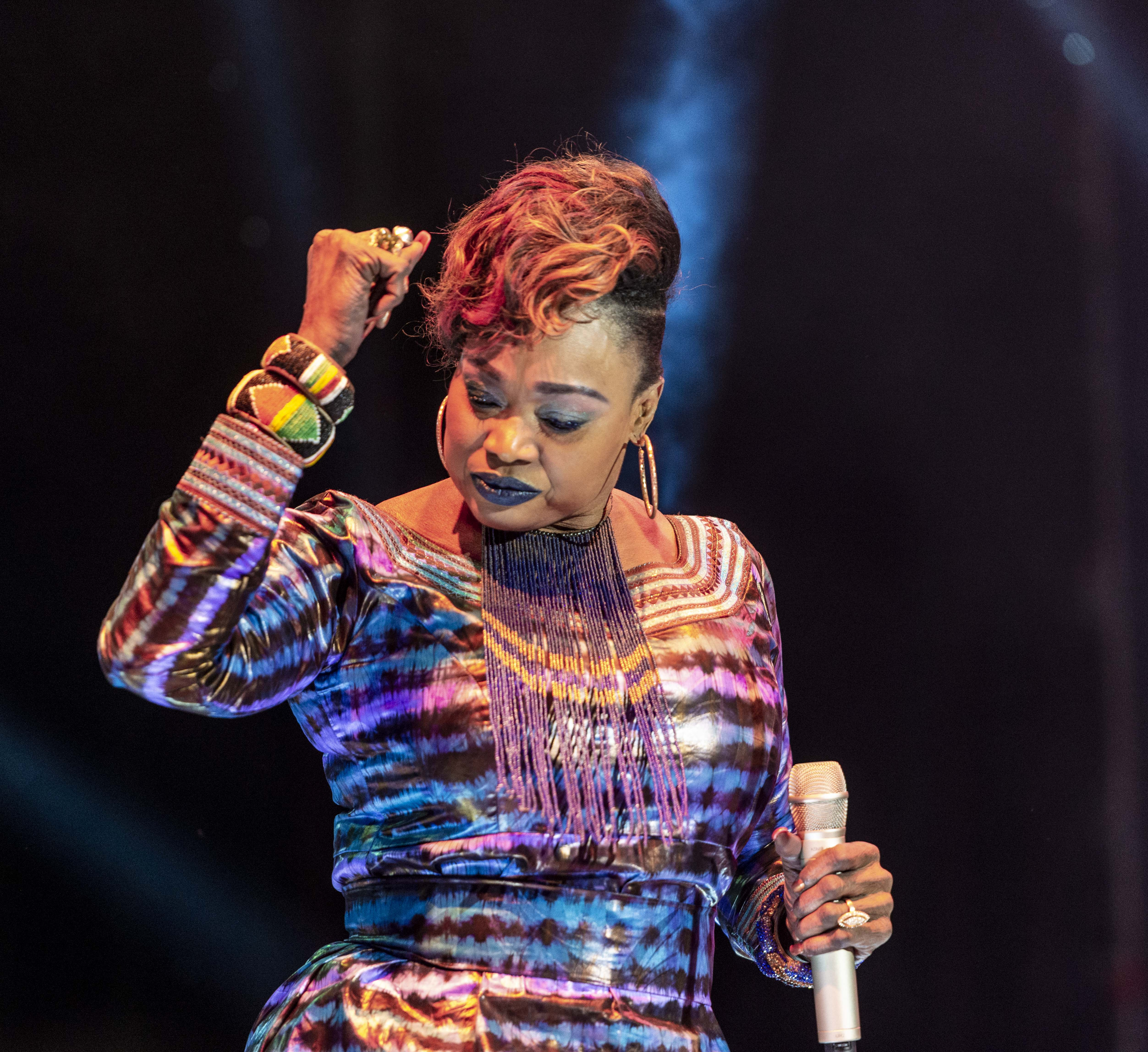
Oumou Sangaré (Madrid, april 2019) (foto: Diario de Madrid)

Jaarlijks wordt in juni in Sikasso het festival Triangle du balafon gehouden, gewijd aan het gelijknamige, traditionele muziekinstrument. Deelnemers aan dit festival komen uit Mali, Burkina Faso, Ivoorkust en Guinée. Zij kunnen de Lamissa Bengaly-prijs winnen. Sikasso heeft sinds enkele jaren ook een balafoonmuseum.
Een populair muziekgenre uit Sikasso en omgeving is wassoulou, naar de gelijknamige regio. De uit Bamako afkomstige griot Oumou Sangaré is internationaal de meest bekende ster in dit genre. Haar voorouders stammen uit de regio Sikasso.

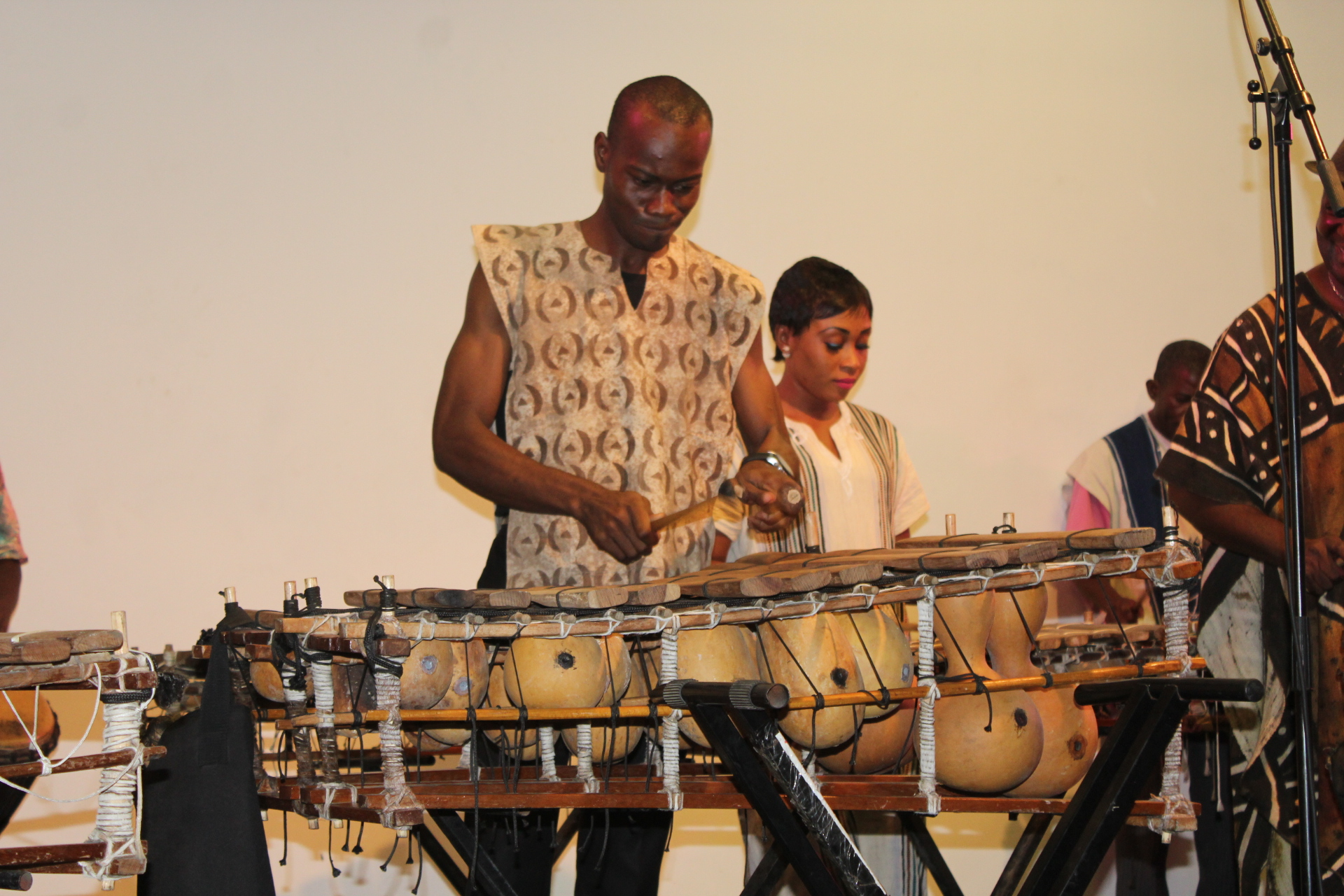
Balafonisten tijdens een concert op het Goethe-instituut in Abidjan (Ivoorkust) in december 2016

Verder heeft Sikasso het Centre de recherche pour la sauvegarde et la promotion de la culture sénoufo, opgericht door pater Emilio Escudero Yangüela. Dit centrum stelt zich ten doel om informatie te verzamelen en te verstrekken over de cultuur van de Senufo.

## Sport
In januari 2002 werd in Sikasso het Stade Babemba Traoré opgeleverd, een multifunctioneel stadion met een capaciteit van 15.000 personen, gebouwd ter gelegenheid van de Afrika Cup in 2002, waarin Mali als 4e eindigde. Dit stadion is vernoemd naar koning Babemba Traoré, als eerbetoon voor zijn verdediging van de stad tegen de invasie van de koloniale Fransen. Rond het voetbalveld is tevens een atletiekbaan aangelegd met 5 banen.
Het stadion wordt gebruikt door AS Tata National, spelend in een zwart-wit tenue. De club stond in 2002 in de finale van de Malinese voetbalbeker.
Ook heeft Sikasso een tennisveld.

## Bevolking

### Demografie
Sikasso is een snel groeiende stad. In de census van 1998 werden 134.774 personen geregistreerd. Bij de volkstelling van 2009 was het inwonertal gegroeid naar 226.618 inwoners (een hoge bevolkingsgroei, die niet geheel voortkomt uit de natuurlijke aanwas, maar voor een aanzienlijk deel valt toe te schrijven aan verstedelijking en immigratie).
In onderstaande tabel is de bevolking van 2009 uitgesplitst naar mannen en vrouwen en staat het aantal huishoudens vermeld; meer demografische gegevens zijn niet beschikbaar voor de stad Sikasso. Opvallend is, dat het percentage mannen iets hoger ligt dan het percentage vrouwen; voor de regio Sikasso is dat tegenovergesteld (resp. 49,3 en 50,7%).
| Bevolking Sikasso (stad) (april 2009) | # / %   |
| ------------------------------------- | ------- |
| Personen (#)                          | 226 618 |
| Mannen (#)                            | 114 171 |
| Vrouwen (#)                           | 112 447 |
| Huishoudens (#)                       | 36 444  |
| Personen per huishouden (#)           | 6,2     |
| Mannen (%)                            | 50,4    |
| Vrouwen (%)                           | 49,6    |

### Bevolkingsgroepen

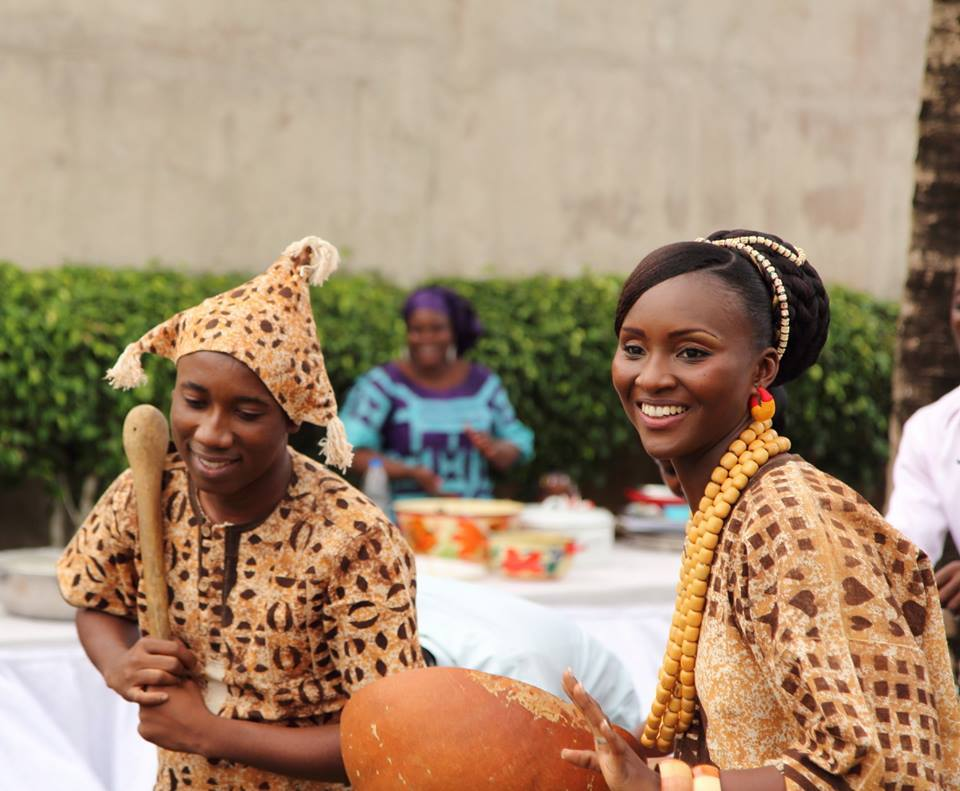
Senufo-vrouwen

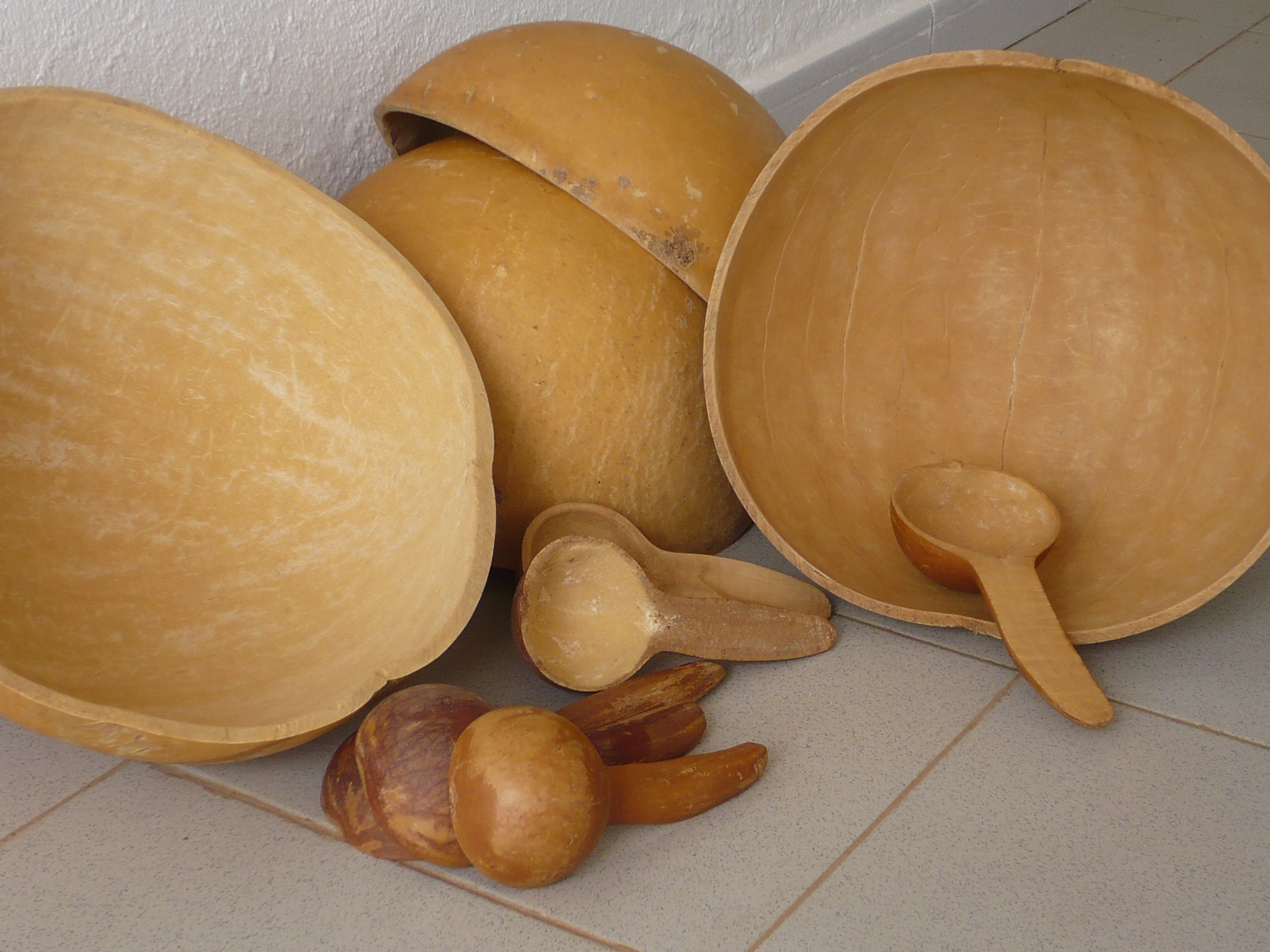
Verzameling schalen en lepels gemaakt van fleskalebas (Lagenaria siceraria) (Sikasso 2007)

In Mali leven al vele eeuwen verschillende volkeren door elkaar heen en met elkaar samen. Ook in Sikasso wonen mensen uit de meeste van deze volkeren: Bambara, Malinke, Soninke, Fulani (Peul), Senufo, Songhai, Toeareg, Bozo, Dogon en Tellem.
In Sikasso wonen relatief veel Senufo, akkerbouwers die meer dan 400 jaar geleden vanuit Burkina Faso zijn gekomen. (De meeste van de ruim 800.000 Senufo in Mali leven in de regio Sikasso, met een totale bevolking van 2.6 miljoen mensen (in 2009).) De Fransen hebben hun cultuur min of meer ongemoeid gelaten. Senufo zijn hoofdzakelijk animisten.

### Huisvesting
De gemeente Sikasso onderscheidt drie soorten woningen: traditionele, koloniale en moderne. Daarnaast is er sprake van een aantal spontaan ontstane, aanpalende dorpjes; waarvan een aantal als krottenwijk wordt aangeduid. Sinds 2011 probeert de gemeente deze laatste te verbeteren en zoveel mogelijk inwoners van deze wijken te herhuisvesten.

### Religie
De meerderheid van de bevolking is moslim. Sinds 1963 is de stad zetel van het rooms-katholieke bisdom Sikasso met als hoofdkerk de kathedraal Notre-Dame de Lourdes.

## Politiek en bestuur
Burgemeesters worden in Mali verkozen voor een periode van 5 jaar. Sinds 2016 is de socialist Kalifa Sonogo (Adéma-Pasj) burgemeester van de stad. Hij volgde daarmee zijn partijgenoot Mamadou Tangaré op. Tangaré was ook in de periode 1999-2004 burgemeester van Sikasso. Tussen 2004 en 2009 bekleedde Mama Sylla die functie.

### Stedenband
Sikasso onderhoudt een stedenband met:
- Brive-la-Gaillarde (Frankrijk)[37]
- Banfora (Burkina Faso])

Verder zijn contacten gelegd met de volgende steden, om er eventueel een stedenband mee aan te gaan.
- Jacksonville (Verenigde Staten)
- Baltimore (Verenigde Staten)
- Vincenzo (Italië)
- Malabo (Equatoriaal-Guinea)

## Geboren
- Lassana Zana Coulibaly (~1870-1970), hoogwaardigheidsbekleder bij de Bambara in Senegal (Dougoutigui)
- Kadari Bamba (1936-2005), politicus, secretaris-generaal van ECOWAS
- Abdoul Wahab Berthé (1953), advocaat (lid van Unidroit) en politicus, minister van Arbeid
- Adama Traoré (1962), schrijver en komiek
- Yacouba Traoré (1965), econoom, politicus, minister van Religie
- N’Diaye Ramatoulaye Diallo (1975), econome en minister van Cultuur
- Bassirou Bamba (1990), voetballer
- Abdoulaye Sanogo (1996), voetballer[39][40][41]

De eerste Malinese president, Modibo Keïta, heeft aan het begin van zijn carrière als leraar lesgegeven in Sikasso.